# Much Birch
Much Birch ist ein Dorf und Civil Parish in Herefordshire, England, zwischen Hereford und Ross-on-Wye. Zum Parish gehören die Ortschaften von Kings Thorn, Much Birch und Teile von Wormelow.
Das Parish of Much Birch in Herefordshire befindet sich in der Mitte zwischen Hereford and Ross-on-Wye. Es streckt sich ungefähr zwei Kilometer an der A49 entlang, eine vielbefahrene Fernstraße, die von der Grenze Südwales bis in den Nordwesten Englands führt.
Die Kirche von St Mary und St Thomas von Canterbury wurde im Jahr 1837 von Thomas Foster erbaut. Die Decke des Altarraums ist mit Cherubinen bemalt, die über Wolken schauen.